# Colonsay Airport

i7
i11
i13
Colonsay Airport (schottisch-gälisch Port-adhair Colbhasaigh, IATA-Code: CSA, ICAO-Code: EGEY) befindet sich auf der Hebrideninsel Colonsay in der Council Area Argyll and Bute vor der Westküste Schottlands. Betreiber und Besitzer ist das Argyll and Bute Council. Es ist ein kleiner Flugplatz, mit zwei 25-minütigen Flügen jeden Dienstag und Donnerstag zum Flughafen Oban von Hebridean Air Services. Die Linienflüge begannen im Jahr 2006, nachdem der Grasflugplatz mit einer gepflasterten Landebahn aufgerüstet wurde.